# Старе (Воронезька область)
Старе (рос. Старое) — село у Семилуцькому районі Воронезької області Російської Федерації.
Населення становить 39 осіб. Входить до складу муніципального утворення Дівицьке сільське поселення.

## Історія
Населений пункт розташований у історичному регіоні Чорнозем'я. 
Згідно із законом від 15 жовтня 2004 року входить до складу муніципального утворення Дівицьке сільське поселення.